# ケプラー80
| 太陽 | ケプラー80 |
| ---- | ---------- |
| 太陽 | Exoplanet  |

ケプラー80（英語: Kepler-80）は、地球からはくちょう座の方向に約1,220光年離れたところに位置するK型主系列星である。ケプラー宇宙望遠鏡の観測データから、6つの太陽系外惑星が発見されている。

## 惑星系
この恒星には、ケプラーによるトランジット法の観測から、5つの惑星候補がみつかっていた。2012年、TTV法でケプラーの観測データを詳しく分析した結果、5つの候補の内で、公転周期の長い2つについて存在が確定し、ケプラー80b、ケプラー80cとなった。2014年、統計解析の手法を改良し、惑星候補とされるトランジットを再調査した結果、更に2つの惑星が確定し、ケプラー80d、ケプラー80eとなった。2016年には、ケプラーが検出した惑星候補の全てについて、惑星以外の信号である確率を計算する中で、5番目の惑星候補が惑星と判断するのが妥当とされ、ケプラー80fが確定した。
そして2017年、深層学習によって、膨大なケプラーの観測データから惑星検出の真偽を学習したニューラルネットワークに、ケプラーが複数の惑星を発見している星系のデータの中から惑星を探させたところ、6番目の惑星が発見され、ケプラー80gとなった。
ケプラー80の惑星系は、最も外側の惑星でも公転周期が2週間程度で、その内側に6つの惑星が存在するという、稀有な詰め込み型の惑星系となっている。発見されている6つの惑星の内、5つまでは連鎖的な軌道共鳴状態にあるとみられる。
| 名称 （恒星に近い順） | 質量    | 軌道長半径 （天文単位） | 公転周期 (日) | 軌道離心率 | 軌道傾斜角 | 半径    |
| --------------------- | ------- | ----------------------- | ------------- | ---------- | ---------- | ------- |
| f                     | —       | 0.0175                  | 0.9867873     | —          | 86.50°     | 1.21 R⊕ |
| d                     | 6.75 M⊕ | 0.0372                  | 3.07222       | —          | 88.35°     | 1.53 R⊕ |
| e                     | 4.13 M⊕ | 0.0491                  | 4.64489       | —          | 88.79°     | 1.60 R⊕ |
| b                     | 6.93 M⊕ | 0.0648                  | 7.05246       | —          | 89.34°     | 2.67 R⊕ |
| c                     | 6.74 M⊕ | 0.0792                  | 9.52355       | —          | 89.33°     | 2.74 R⊕ |
| g                     | —       | 0.14                    | 14.64558      | —          | 89.35°     | 1.13 R⊕ |